# Кампестрини (Тренто)
Кампестрини је насеље у Италији у округу Тренто, региону Трентино-Јужни Тирол.
Према процени из 2011. у насељу је живело 148 становника. Насеље се налази на надморској висини од 794 м.